# Провулок Івана Франка (Київ, Дарницький район)
Прову́лок Іва́на Франка́ — провулок у Дарницькому районі міста Києва, місцевість Бортничі. Простягається від вулиці Івана Франка до кінця забудови. Прилучаються 2-й і 3-й провулки Івана Франка.
Виник у 1-й третині XX століття, сучасна назва — ймовірно з 1930–40-х років.